# 동방요배
동방요배는 일본 신도(神道)에서 현인신(現人神)으로 섬기는 일본 천황이 살고 있는 동쪽을 향해 절하는 의식으로 조선총독부는 1938년 2월에 이 의식을 한국교회에 권고하였다. 이에 대해 1938년 9월 9일 평양 서문밖예배당에서 개최된 제27회 총회(총회장 홍택기 목사)에서 총대들은 신사참배가 종교 행위가 아니기 때문에 기독교 교리에도 위반되지 않으며 단순한 애국적 국가 의식이므로 솔선하여 이행하기로 결의하였다. 그래서 교회에서도 예배 시작 전에 천황 사진을 앞에 놓고 동방요배를 해야 했다. 그 후 해방을 맞아 1946년 6월 11일 서울 승동예배당에서 모인 남부총회(32회 총회)에서는 신사참배를 회개하였고, 1954년 4월 23일 안동중앙교회에서 모인 제39회 총회에서는 신사참배 취소 성명서를 발표하였다.